# Les Éditions Debeur
Les Éditions Debeur est une maison d'édition québécoise fondée en 1983 par le journaliste Thierry Debeur. Elle publie des guides gastronomiques et vinicoles, faits sous la direction de Thierry Debeur lui-même. Ces guides sont distribués par l'éditeur.

## Guides et livres publiés par les Éditions Debeur
- Le Debeur, guide gourmand des québécois
- Le Petit Debeur des vins, bières, cidres et spiritueux (maintenant inclus dans le Debeur)
- Mes notes de dégustation
- Blogue sur www.debeur.com

## Coordonnées
Depuis sa fondation, les Éditions Debeur sont situées à Brossard, Québec.